# Ludwig Opel
Ludwig Opel (ur. 1 stycznia 1880 w Rüsselsheim am Main, zm. 16 kwietnia 1918) – niemiecki prawnik i kolarz torowy, współwłaściciel zakładów Opel.

## Kariera
Największy sukces w karierze Ludwig Opel osiągnął w 1898 roku, kiedy zdobył srebrny medal w sprincie indywidualnym amatorów podczas mistrzostw świata w Wiedniu. W zawodach tych bezpośrednio wyprzedził go jedynie jego rodak Paul Albert, a trzecie miejsce zajął Brytyjczyk Thomas Summersgill. Był to jedyny medal wywalczony przez Opla na międzynarodowej imprezie tej rangi. Ponadto w 1898 roku zdobył również srebrny medal w tej samej konkurencji na torowych mistrzostwach kraju. Nigdy nie wystąpił na igrzyskach olimpijskich.
W czasie I wojny światowej walczył w wojsku niemieckim. Zginął na wschodnim froncie, na terenie Austro-Węgier 16 kwietnia 1918 roku.
Jego ojcem był niemiecki przemysłowiec Adam Opel. Jego bracia Carl, Fritz, Heinrich i Wilhelm również byli sportowcami.